# 228 Agata
228 Agata (mednarodno ime 228 Agathe) je majhen asteroid tipa S v glavnem asteroidnem pasu. 

## Odkritje
Asteroid je odkril avstrijski astronom Johann Palisa 19. avgusta 1882 na Dunaju . Asteroid se imenuje po hčerki astronoma Theodorja von Oppolzerja.

## Lastnosti
Asteroid Agata obkroži Sonce v 3,27 letih. Njegova tirnica ima izsrednost 0,242 nagnjena pa je za 2,541° proti ekliptiki. Njegov premer je 9,30 km, okoli svoje osi se zavrti v 6,484 h .